# Palatul Dauerbach

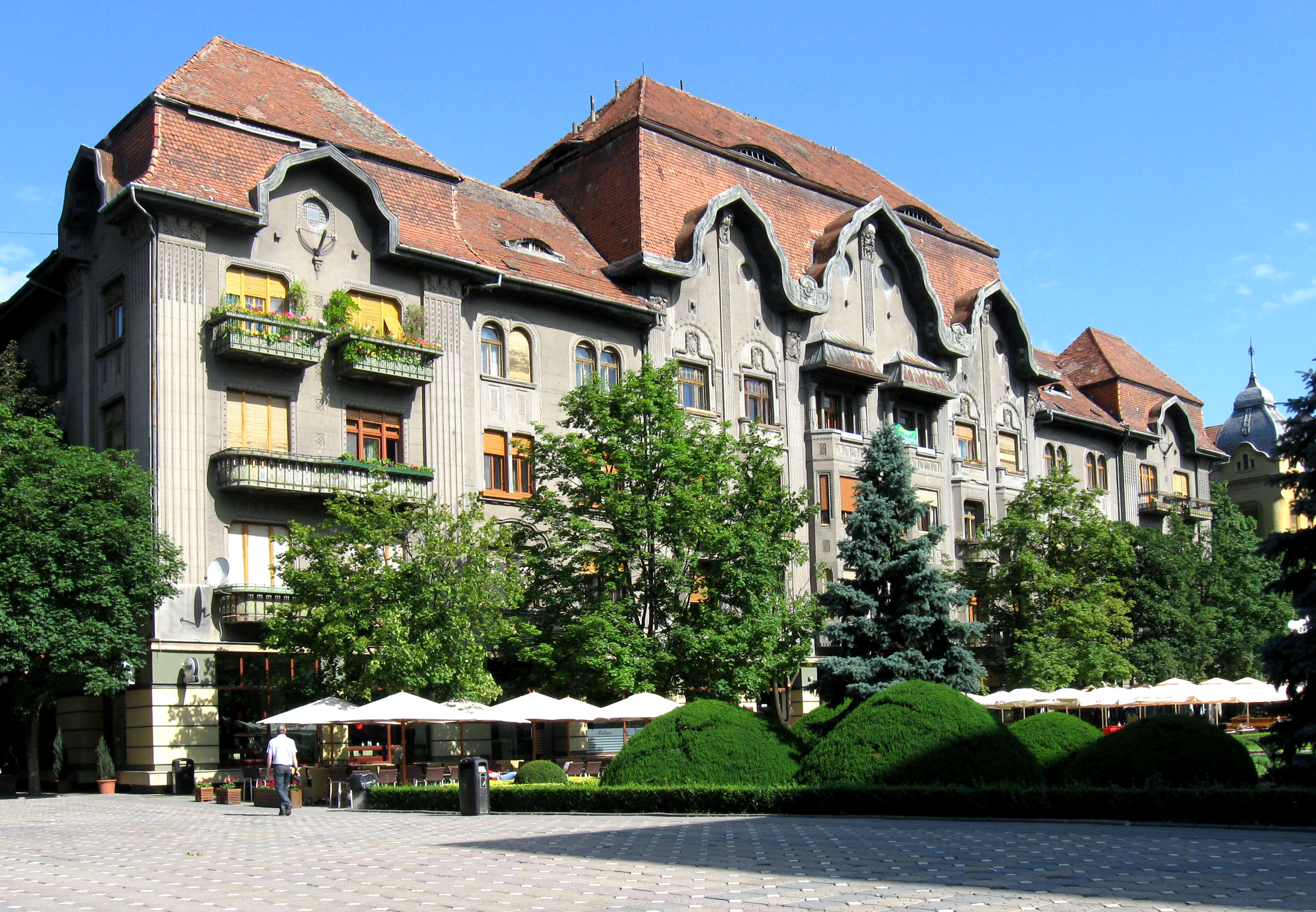
Palatul Dauerbach

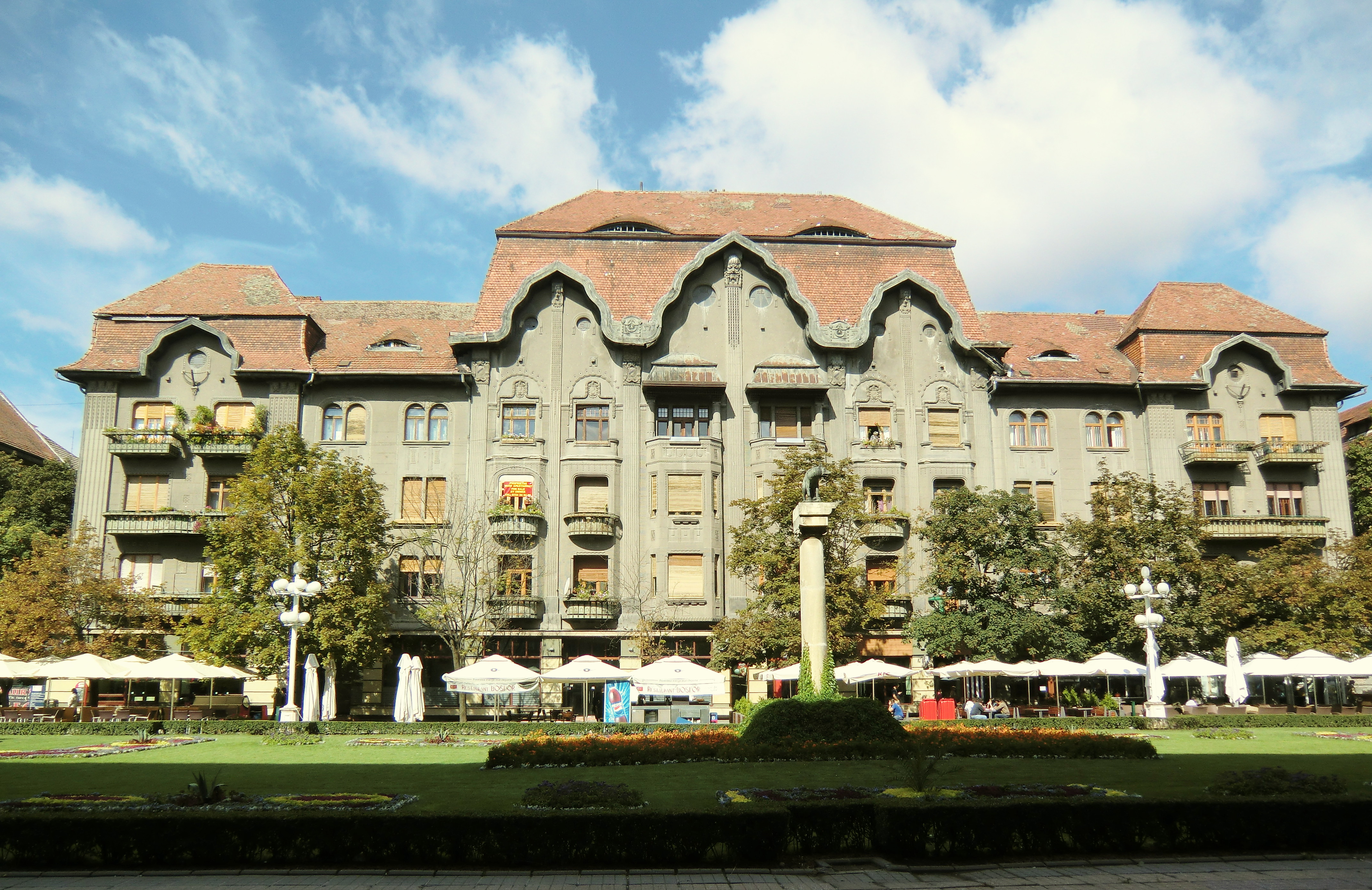

Palatul Dauerbach cunoscut și sub numele de Palace (de la restaurantul cu același nume găzduit la parter) este o clădire istorică din centrul Timișoarei, în Piața Victoriei, construită în 1913 în stil Art Nouveau pentru Georg Dauerbach, după planurile arhitectului László Székely. Se află pe partea denumită "Corso".